# クリスティアン・ランゲ
クリスティアン・ランゲ（Christian Lous Lange、1869年9月17日 - 1938年12月11日）はノルウェーの歴史学者、平和主義者。スタヴァンゲルで生まれ、1893年にオスロ大学で修士号を取得した。1909年から1933年まで列国議会同盟の事務局長を務めた。
1921年にスウェーデンのカール・ヤルマール・ブランティングとともにノーベル平和賞を受賞した。
政治家のカール・ランゲ、ハルバード・ランゲは、クリスティアン・ランゲの息子である。
| スタブアイコン | サブスタブ | この項目は、まだ閲覧者の調べものの参照としては役立たない、人物に関連した書きかけの項目です。この項目を加筆・訂正などしてくださる協力者を求めています（P:人物伝/PJ:人物伝）。 |